# 大叶直芒草
大叶直芒草（学名：Orthoraphium grandifolium），为禾本科直芒草属下的一个植物种。